# Måns Zelmerlöw
Måns Petter Albert Sahlén Zelmerlöw (Lund; 13 de junio de 1986) es un cantante y presentador de televisión sueco. Fue el presentador del concierto de televisión Allsång på Skansen entre 2011 y 2013. Tras dos participaciones previas en 2007 y 2009 y presentar la edición de 2010, ganó el Melodifestivalen 2015 con el tema Heroes y se convirtió en el representante de Suecia en el festival de Eurovisión del mismo año. En el festival, tras clasificarse desde la segunda semifinal el 21 de mayo, se convirtió el 23 de mayo de 2015 en el vencedor con 365 puntos, logrando la sexta victoria para Suecia en el certamen.

## Biografía

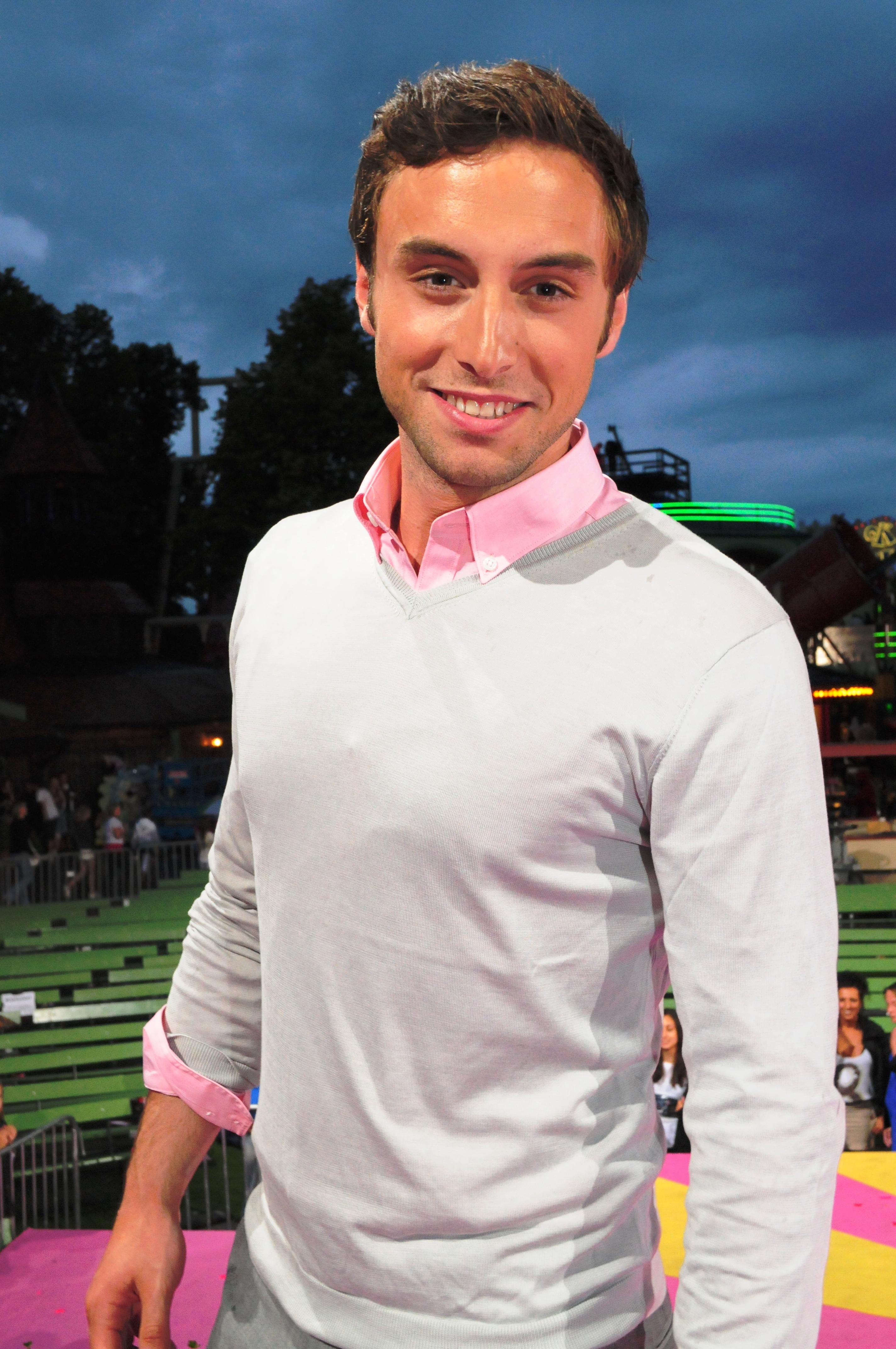
Måns Zelmerlöw en 2009.

Fue uno de los participantes de la versión sueca de Idols en 2005, donde no llegó a ser finalista. Posteriormente, participó en la edición sueca de Bailando con las estrellas, ganando el concurso en 2006. También protagonizó en su país natal las nuevas ediciones de algunos musicales como Grease y Footlose.
El 17 de febrero de 2007 se presentó con el tema Cara Mia en una de las semifinales del Melodifestivalen 2007, selección sueca para el Festival de Eurovisión. Fue el segundo finalista anunciado en su semifinal, tras Sebastian Karlsson, dejando al favorito Magnus Carlsson fuera de la final. La canción Cara Mia quedó tercera en el Melodifestivalen 2007 y segunda en número de votos de los televidentes. En las listas suecas alcanzó el número 1 al igual que su disco debut, Stand By For...
En 2007, la revista gay QX lo nombró el hombre más deseado de Suecia. El 14 de julio del mismo actuó junto con Carola Häggkvist en el cumpleaños de la princesa Victoria de Suecia. Fue nominado ese mismo año a personaje del año de la histórica provincia sueca de Escania, de la que es originario, aunque el ganador final fue el atleta Johan Wissman.
Junto a Henrik Wikström y Niklas Edberger, compuso el tema "Shine" que presentó en Selecţia Naţională, el evento de selección de la canción de Rumania en el Festival de la Canción de Eurovisión 2008. El tema, interpretado por la banda Biondo, obtuvo el segundo lugar siendo derrotados por el dúo compuesto por Nico y Vlad Miriţă con "Pe-o margine de lume".
Comenzó a finales de 2008 las grabaciones de su segundo disco MZW, que fue lanzado el 22 de marzo de 2009. Al mismo tiempo, fue invitado a participar en el Melodifestivalen 2009 con el tema "Hope and Glory" compuesto por Fredrik Kempe, que ganó la edición anterior con "Hero" interpretado por Charlotte Perrelli (y con el que participó en Eurovisión 2008). "Hope and Glory", convertido en el segundo sencillo de su nuevo álbum, fue presentado en la segunda semifinal del Melodifestivalen, realizada el 14 de febrero de 2009 en Skellefteå y se clasificó en la final del concurso celebrada 14 de marzo de 2009 en Estocolmo donde fue el favorito del jurado, pero no consiguió el favor del público que le otorgó una baja puntuación, alzándose con la victoria y el billete a Moscú para el festival de Eurovisión su compatriota Malena Ernman. En 2010 fue elegido para presentar el Melodifestivalen 2010, junto a Dolph Lundgren y Christine Meltzer.
En 2011 relevó a Anders Lundin como presentador del tradicional programa de conciertos de verano de la SVT Allsång på Skansen. Repitió como presentador en 2012 y 2013. Tras anunciar su cese como presentador en el último programa en 2013, fue reemplazado por la cantante Petra Marklund. 
En marzo de 2013, anunció los planes de su tercer álbum de estudio Barcelona Sessions y publicó su primer sencillo, "Broken Parts". Seguidamente interpretó una nueva canción en televisión, "Run For Your Life". En septiembre de 2013 publicó el segundo sencillo del álbum Beautiful Life e interpretó otra canción del álbum, "Parallels". El álbum se lanzó el 5 de febrero de 2014, precedido por "Run For Your Life".
Participó como compositor en el Melodifestivalen 2013 con la canción Hello Goodbye interpretada por Erik Segerstedt y Tone Damli. La canción quedó eliminada en la ronda de Andra Chansen o segunda oportunidad. A finales de 2013, Zelmerlöw protagonizó la nueva versión del musical sueco Spök, junto a Loa Falkman, Sussie Eriksson y Lena Philipsson.
En 2015 compitió en el Melodifestivalen con dos canciones, una como compositor y otra como intérprete. La canción como compositor, "Det rår vi inte för", interpretada por Behrang Miri y Victor Crone, quedó eliminada en la ronda de Andra Chansen o segunda oportunidad. Un resultado completamente distinto obtuvo su canción como intérprete con la canción "Heroes", que resultó victoriosa en la final con 288 puntos, convirtiéndole así en el representante de Suecia en el Festival de Eurovisión 2015. Rápidamente se convirtió en una de las entradas favoritas, confirmándolo el 23 de mayo de 2015 cuando ganó el 60.° Festival de Eurovision 2015 con 365 puntos, superando a Rusia, Italia y 24 países más en la final.
En 2016, presentó el Festival de Eurovisión 2016, que se celebró en Estocolmo gracias a su victoria en el certamen el año anterior, junto con la humorista Petra Mede. 
En 2019, volvió a aparecer en el Festival de la Canción de Eurovisión 2019, que se celebró en Tel Aviv, como estrella invitada cantando la canción de Eleni Foureira, Fuego, quien quedó en segunda posición en el Festival de la Canción de Eurovisión de 2018.
Participó en el MelodieFestivalen 2025 para representar de nuevo a su país en Eurovisión 2025, llegando a la final y obteniendo un segundo puesto, a sólo 7 puntos del grupo vencedor. 

### Participación enIdols

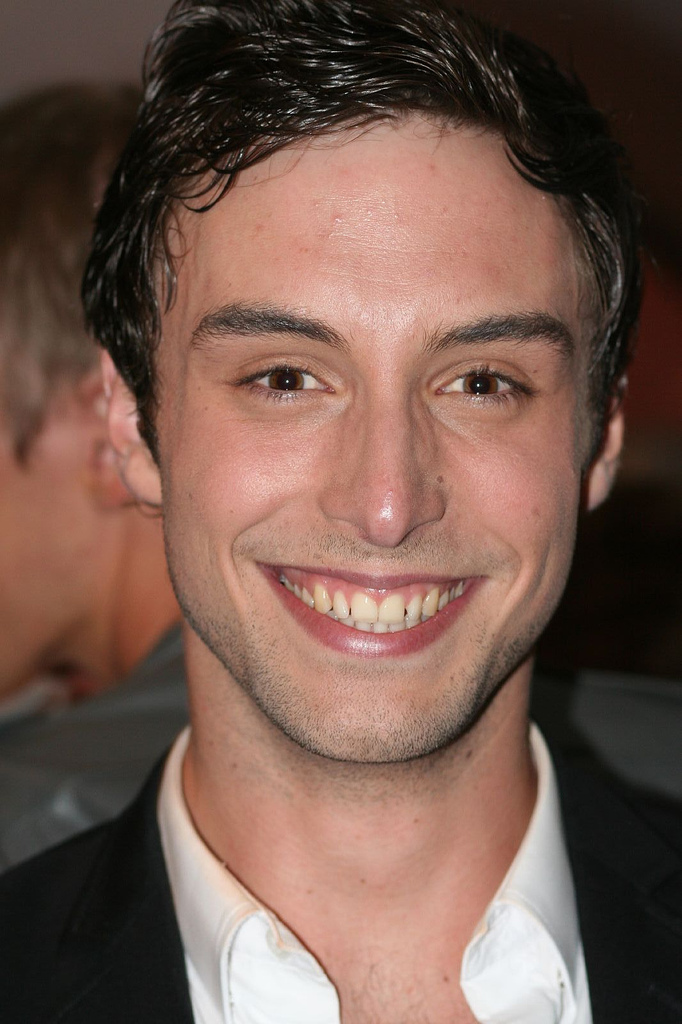
Måns Zelmerlöw en Estocolmo, en 2007.

Participó en la segunda temporada del reality show Idols durante 2005. Uno de los más populares, estuvo en tres ocasiones nominado para la eliminación y fue derrotado en la octava semana del concurso al competir contra Jens Pääjärvi. Obtuvo así el quinto lugar del concurso, ganado finalmente por Agnes Carlsson.

### Vida personal
Desde 2016 mantiene una relación con la actriz inglesa Ciara Janson. En mayo de 2018 se comprometieron y nació su hijo Albert. La pareja se casó el 5 de septiembre de 2019.
En 2025, mediante un post en la red social Instagram, Ciara anuncia el divorcio de la pareja, alegando como motivo del mismo unos supuestos malos tratos y abuso de sustancias por parte del cantante.

## Discografía

### Álbumes
| Año  | Álbum                                                                     | Información     | Posicionamientos  | Posicionamientos     | Posicionamientos   | Posicionamientos |
| Año  | Álbum                                                                     | Información     | Bandera de Suecia | Bandera de Finlandia | Bandera de Polonia |                  |
| ---- | ------------------------------------------------------------------------- | --------------- | ----------------- | -------------------- | ------------------ | ---------------- |
| 2007 | Stand By For... Lanzamiento: 24 de marzo de 2007 Warner Bros. Records     | - Disco de oro. | 1                 | —                    | —                  |                  |
| 2009 | MZW Lanzamiento: 25 de marzo de 2009 Warner Bros. Records                 | - Disco de oro. | 1                 | —                    | —                  |                  |
| 2013 | Barcelona Sessions 5 de febrero de 2014 Warner Bros. Records              |                 | 3                 | —                    | —                  |                  |
| 2015 | Perfectly Damaged Lanzamiento: 3 de junio de 2015 Warner Bros. Records    |                 | 1                 | 45                   | —                  |                  |
| 2016 | Perfectly Re:Damaged Lanzamiento: 13 de mayo de 2016 Warner Bros. Records |                 | -                 | -                    | —                  |                  |

### Sencillos
| Año  | Título                                               | Álbum                                                | Posicionamientos  | Posicionamientos     | Posicionamientos   | Posicionamientos    | Posicionamientos    | Posicionamientos  | Posicionamientos   | Posicionamientos        | Posicionamientos     | Posicionamientos   |
| Año  | Título                                               | Álbum                                                | Bandera de Suecia | Bandera de Finlandia | Bandera de Polonia | Bandera de Bulgaria | Bandera de Alemania | Bandera de España | Bandera de Noruega | Bandera del Reino Unido | Bandera de Dinamarca | Bandera de Bélgica |
| ---- | ---------------------------------------------------- | ---------------------------------------------------- | ----------------- | -------------------- | ------------------ | ------------------- | ------------------- | ----------------- | ------------------ | ----------------------- | -------------------- | ------------------ |
| 2007 | Cara Mia                                             | Stand By For...                                      | 1                 | 4                    | 43                 | 38                  | —                   | —                 | —                  | —                       | —                    | —                  |
| 2007 | Work of art (Da Vinci)                               | Stand By For...                                      | 16                | —                    | —                  | —                   | —                   | —                 | —                  | —                       | —                    | —                  |
| 2007 | Maniac                                               | Stand By For...                                      | —                 | —                    | 49                 | —                   | —                   | —                 | —                  | —                       | —                    | —                  |
| 2007 | Brother, Oh Brother                                  | Stand By For...                                      | 7                 | —                    | 4                  | —                   | —                   | —                 | —                  | —                       | —                    | —                  |
| 2007 | All I want for Christmas is You (con Agnes Carlsson) | All I want for Christmas is You (con Agnes Carlsson) | 3                 | —                    | —                  | —                   | —                   | —                 | —                  | —                       | —                    | —                  |
| 2008 | Miss America                                         | Stand By For...                                      | 47                | —                    | 22                 | —                   | —                   | —                 | —                  | —                       | —                    | —                  |
| 2009 | Impossible                                           | MZW                                                  | 48                | —                    | —                  | —                   | —                   | —                 | —                  | —                       | —                    | —                  |
| 2009 | Hope and glory                                       | MZW                                                  | 2                 | —                    | —                  | —                   | —                   | —                 | —                  | —                       | —                    | —                  |
| 2009 | Rewind                                               | MZW                                                  | —                 | —                    | 21                 | —                   | —                   | —                 | —                  | —                       | —                    | —                  |
| 2009 | Hold on                                              | MZW                                                  | 22                | —                    | —                  | —                   | —                   | —                 | —                  | —                       | —                    | —                  |
| 2012 | Ett lyckligt slut                                    | Single benéfico                                      | —                 | —                    | —                  | —                   | —                   | —                 | —                  | —                       | —                    | —                  |
| 2013 | Broken parts                                         | Barcelona Sessions                                   | —                 | —                    | —                  | —                   | —                   | —                 | —                  | —                       | —                    | —                  |
| 2013 | Beautiful life                                       | Barcelona Sessions                                   | —                 | —                    | —                  | —                   | —                   | —                 | —                  | —                       | —                    | —                  |
| 2014 | Run for your life                                    | Barcelona Sessions                                   | —                 | —                    | —                  | —                   | —                   | —                 | —                  | —                       | —                    | —                  |
| 2015 | Heroes                                               | Perfectly Damaged                                    | 1                 | 1                    | 1                  | —                   | 1                   | 1                 | 5                  | 1                       | 7                    | 2                  |
| 2015 | Should've gone home                                  | Perfectly Damaged                                    | —                 | —                    | —                  | —                   | —                   | —                 | —                  | —                       | —                    |                    |
| 2016 | Fire in the rain                                     | Perfectly Re:Damaged                                 | —                 | —                    | —                  | —                   | —                   | —                 | —                  | —                       | —                    | —                  |